# Concepción de María (ort)
Concepción de María är en ort i Honduras.   Den ligger i departementet Choluteca, i den södra delen av landet, 100 km söder om huvudstaden Tegucigalpa. Concepción de María ligger 281 meter över havet och antalet invånare är 923.
Terrängen runt Concepción de María är huvudsakligen kuperad, men åt sydost är den platt. Runt Concepción de María är det ganska tätbefolkat, med 124 invånare per kvadratkilometer. Närmaste större samhälle är El Triunfo, 11,1 km söder om Concepción de María. Omgivningarna runt Concepción de María är en mosaik av jordbruksmark och naturlig växtlighet.